# دنی پین
دنی پین (انگلیسی: Danny Payne; ۶ مارس ۱۹۵۷ – ۱۰ ژوئن ۲۰۰۵) یک بازیکن فوتبال اهل ایالات متحده آمریکا بود.